# РПГ-26 «Аглень»
РПГ-26 «Аглень» (індекс ГРАУ — 6Г19) — радянська реактивна протитанкова граната, розроблена НВО «Базальт» на зміну РПГ-22 «Нетто», для підвищення бойових можливостей мотострілецьких, повітряно-десантних та інших підрозділів. В 1985 році взята на озброєння радянською армією.
В РПГ-26 втілено можливість зворотнього переведення з бойового положення в похідне (в попередніх моделях — РПГ-18 та РПГ-22 — якщо граната переведена в бойове положення, то обов'язково слід зробити постріл, оскільки перевести назад у похідне положення було неможливим).
Окрім того, в порівнянні з РПГ-22 збільшено бронепробивність, початкову швидкість (а, відповідно, і відстань прямого пострілу, хоч і не значно), а час переведення в бойове положення скоротився вдвічі. При цьому вага гранатомета зросла на 200 грамів.

## Історія
За результатами польових випробувань граната РПГ-26 «Аглень» у 1985 році прийнята на озброєння Радянської Армії замість РПГ-22 «Нетто».
Гранатомет одноразового застосування, призначений для боротьби з танками, бойовими машинами піхоти, самохідними артилерійськими установками та іншими броньованими об'єктами противника. Крім того, реактивна протитанкова граната може застосовуватися для знищення живої сили супротивника, що знаходиться в укриттях, а також у спорудах міського типу.
При проєктуванні РПГ-26 передбачалося реалізувати ряд нових технічних рішень, що дозволило б створити зі склопластику однотрубні пускові пристрої без насадки, замінити металеві кришки гумовими, забезпечити можливість переведення системи з похідного положення у бойове і назад і підвищити потужність дії гранати. Система мала замінити РПГ-22.
У 1982 році гранату РПГ-26 надали для проведення попередніх випробувань, а в 1983 році — для проведення польових випробувань, які були завершені в лютому 1984 року.

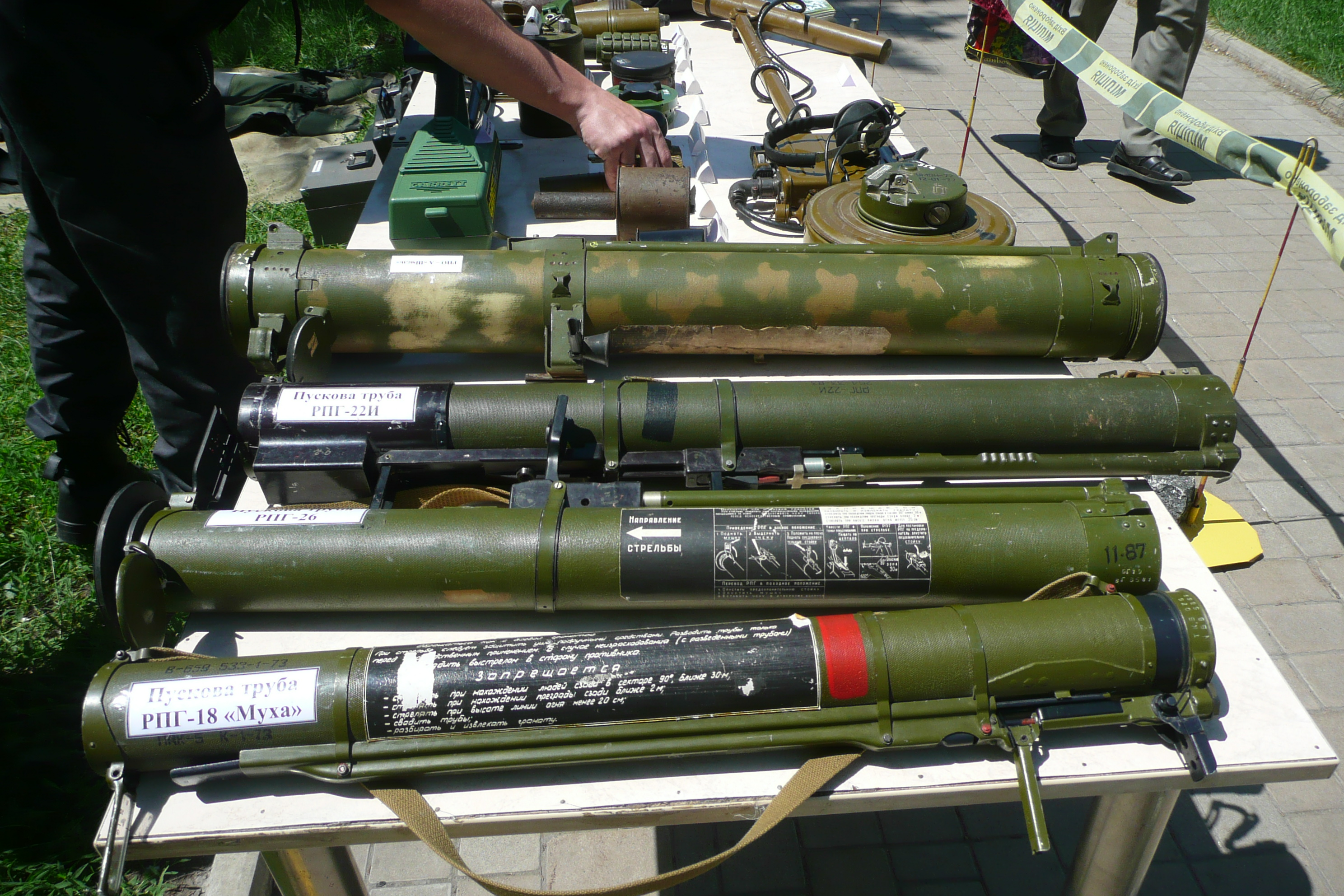
РПГ-26 (друга знизу) із подібним радянськими озброєнням: РПВ «Джміль», РПГ-22, РПГ-18

Пусковий пристрій являє собою тонкостінну трубу, виготовлену з того ж склопластику, що і труби РПГ-18 і РПГ-22.
Запобіжна стійка ПСМ призначена для зведення ударного механізму (стійка піднята вгору) і постановки його на запобіжник (стійка опущена вниз). Крім того, запобіжна стійка є одночасно і деталлю прицільного пристосування — на ній встановлений діоптр. Прицільне пристосування пускового пристрою складається з мушки і діоптра. На мушці є прицільні марки, позначені цифрами «5», «15», «250» (для стрільби на 50, 150 і 250 метрів відповідно) і далекомірні виступи, відстані між якими відповідають проєкціям ширини танка на цих відстанях. На діоптр нанесені знаки: «-», «± 15» і «+» для введення поправок на температуру навколишнього повітря нижче −15 С°, від −15 С° до +15 С° і вище 15 С°. Для стрільби в умовах обмеженої видимості або з підсвічуванням цілі освітлювальними засобами прицільне пристосування має виступ на мушці і виріз на запобіжній стійці.
Для здійснення пострілу «Аглень» необхідно встановити на плече і привести в бойовий стан, для чого повернути мушку вгору до упору, висмикнути з ПСМ чеку і підняти запобіжну стійку догори до упору. Переведення РПГ-26 з бойового стану на похідний здійснюється в зворотній послідовності.
Необхідно особливо відзначити, що час переводу із похідного стану в бойовий у РПГ-26, в порівнянні з РПГ-22 скоротився майже удвічі, що, у свою чергу, підвищило бойову ефективність застосування РПГ-26. Для здійснення пострілу необхідно прицілитися і натиснути на спусковий важіль (шептало). Граната ПГ-26 за принципом будови аналогічна гранаті ПГ-22, але має підвищену потужність дії за рахунок поліпшеної конструкції кумулятивного вузла головної частини. Реактивний заряд двигуна — з пороху марки 7/1 ТР В/А.

## Бойове застосування

### Російсько-українська війна

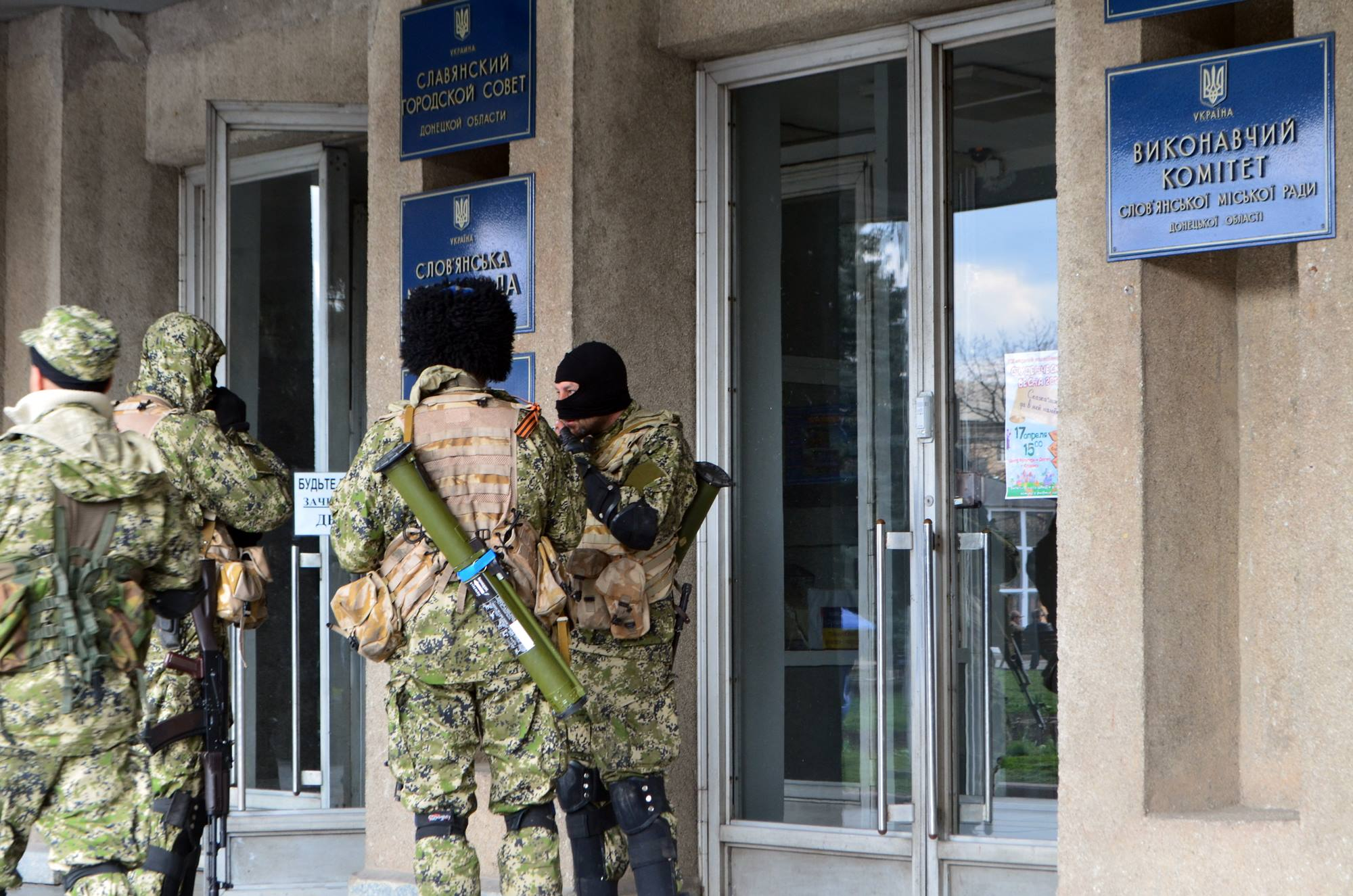
Слов'янська міська рада під контролем осіб із РПГ-26

Під час проведення антитерористичної операції на сході України, Міністерством оборони України виявлені використані контейнери-пускові установки РПГ-26, по одній одиниці, біля блок-постів проросійських бойовиків. За попередніми результатами експертних досліджень, що їх наводять в Міноборони, враховуючи номери РПГ-26 (254-1-93, де 254 — завод виробник, 1 — номер партії, 93 — рік випуску), встановлено, що на обліку в Збройних Силах України РПГ-26 1993 року випуску не перебувають. За даними Міністерства оборони зокрема і цими гранатами були обстріляні позиції українських військових.
Контейнери від РПГ-26 були також знайдені на місці засідки російських терористів на околиці села Маячка, під Краматорськом в якій загинуло 6 десантників, 9 отримали поранення та контузії. Також були знайдені контейнери від РПГ-22 та гільзи від снайперських гвинтівок.
21 травня 2014 ЗМІ повідомили, що напередодні затримано двох диверсантів, при затриманні у бойовиків вилучили 2 одиниці РПГ-26, 2 одиниці РПГ-7В, автомат АК-74 з підствольним гранатометом, набої до автомата Калашникова, гранати для підствольного гранатомета. Затримані дали свідчення про свою діяльність, яка направлена на дестабілізацію ситуації у східних областях України.

## На озброєнні
- СРСР/ Росія
  -  Російські терористи в складі ДНР[1][3]
- Йорданія[5]
- Придністровська Молдавська Республіка